# Vanda Rothschildiana
Hybride
Parent A de l'hybridation 
  Vanda coerulea 
×

Parent B de l'hybridation 
  Euanthe sanderiana 
Classification phylogénétique
Vandanthe ×rothschildiana, ou Vanda Rothschildiana est une espèce hybride horticole d'orchidées.
Elle est issue du croisement entre Vanda coerulea et Euanthe sanderiana (syn. Vanda sanderiana).
Cet hybride est l'un des plus connus en orchidophilie, les fleurs allant du bleu-violacé sombre au rose fuchsia.
Cet hybride possède une grande variabilité de couleurs, de formes et de nuances, allant du rose fuchsia au violet foncé, ressemblant plus ou moins à l'un des deux parents.